# Leyla Güngör
Leyla Asiye Güngör (* 29. Mai 1993 in Malmö) ist eine in Schweden geborene türkische Fußballspielerin.

## Werdegang

### Verein
Güngör startete ihre Karriere im Alter von fünf Jahren beim Turk Anadolu FF. Nachdem der Verein 2001 mit dem Malmö Boll & Idrottsförening zum MABI fusioniert hatte, schloss sie sich dem Nachfolgeverein an. Im Alter von 11 Jahren wechselte sie in die weibliche C-Jugend von Malmö FF. Im April 2007 schloss sie sich dem Nachfolgeverein LdB FC Malmö an und rückte 2010 in die Damallsvenskan-Mannschaft auf. Nach sechseinhalb Jahren verkündete sie im August 2010 ihren Wechsel zum Ligarivalen Linköping Kenty DFF. In Linköping spielte sie nur ein halbes Jahr und wechselte bereits im Dezember 2010 zurück in die Damallsvenskan zu Kristianstads DFF. Nach sieben Monaten bei Kristianstads wechselte sie zurück nach Lidköping und unterschrieb beim Stadtrivalen Linköpings FC. Im Januar 2012 verließ sie Linköping und ging zu IF Limhamn Bunkeflo.

### Nationalmannschaft
Am 29. Juli 2010 gab sie gegen England ihr A-Länderspieldebüt für die Türkei.

## Privates
Güngör machte 2012 ihr Abitur am John Bauergymnasiet in Malmö.

### Familie
Leyla entstammt einer reinen Fußballfamilie. Ihr älterer Bruder Sami (* 1989) steht als Stürmer derzeit beim KSF Prespa Birlik in Schweden unter Vertrag, der jüngere Bruder Selim Gungör spielt als Mittelfeldspieler (LB07) in Malmö. Ihr Vater Ibrahim Güngör spielte in den 2000er-Jahren als Abwehrspieler für MABI und ihre Mutter Marie Güngör als Mittelfeldspielerin für den BK Kick Malmö.